# R-13 (ミサイル)

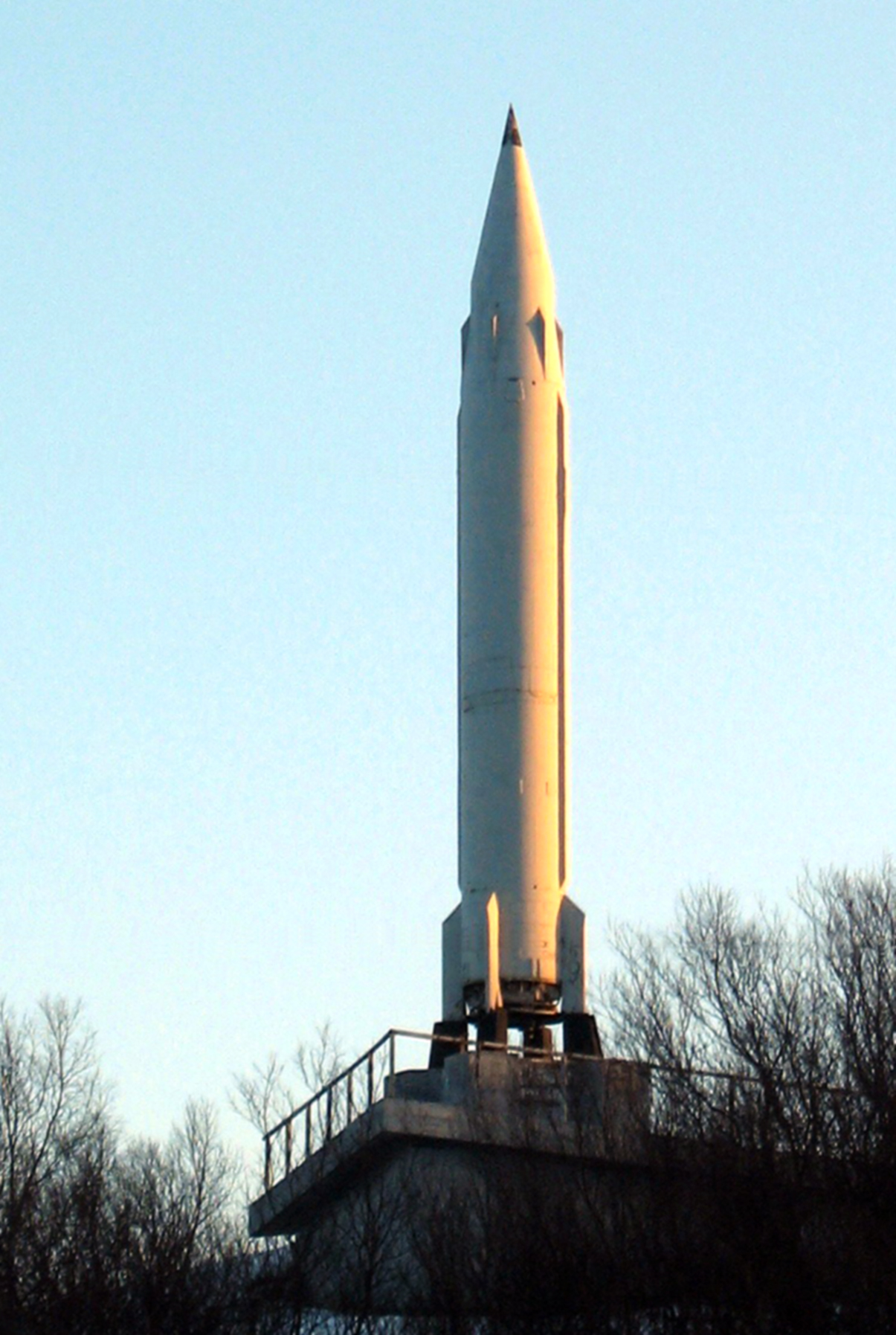
R-13

R-13（ロシア語 роҝета-13）は、ソビエト連邦が開発した潜水艦発射弾道ミサイル(SLBM)。GRAUコードは4K50、NATOコードネームはSS-N-4 Sark（サーク）。

## 概要
R-13は、1955年から開発が開始された。単段式の液体燃料ロケットであり、1基の核弾頭を搭載している。1961年から1973年にかけて、629型潜水艦（ゴルフ型）及び658型（ホテル型）に配備された。発射に際しては水面に浮上し、通常は20から25分、緊急時は6から8分の燃料注入等の作業時間が必要であった。また、ミサイルは3ヶ月、改良後は6ヶ月ごとの整備が必要とされた。
水中発射型のR-13Mも設計が行われたが、別途R-21の実用化が図られたため、開発完了には至らなかった。

## 要目
- 全長：11.8 m (38 ft 9 in)[1][2]
- 胴体直径：1.3 m (4 ft 3 in)
  - 幅（安定翼含む）：1.9 m (6 ft 3 in)
- 重量：13.7 t
- 弾頭：核弾頭1基（核出力　1Mt）[1]
- 推進方法：液体燃料ロケット
  - 酸化剤：AK-271
  - 燃料：TG-02
- 射程： about 600 km (370 mi)
- 半数必中界： 1.8 から 4 km (1.1 から 2.5 miles)